# 로렌사 이소
로렌사 이소(Lorenza Izzo, 1989년 9월 19일 ~ )는 칠레의 배우, 모델이다. 칠레 모델 로시타 파르손스의 딸이며 모델 카롤리나 파르손스의 조카이다.

## 출연 작품

### 영화
- 애프터쇼크 (2012) - 카일 역
- 그린 인페르노 (2013) - 저스틴 역
- 노크 노크 (2015) - 제너시스 역
- 벽 속에 숨은 마법시계 (2018) - 루이스의 엄마 역
- 원스 어폰 어 타임 인 할리우드 (2019) - 프란체스카 카푸치 역

### 텔레비전
- 나의 직장상사는 코미디언 (2021-22)